# Резолюция Совета Безопасности ООН 1227
Резолюция Совета Безопасности Организации Объединённых Наций 1227 (код — S/RES/1227), принятая 10 февраля 1999 года, подтвердив резолюции 1177 (1998) и 1226 (1999) о ситуации между Эритреей и Эфиопией, Совет потребовал немедленного прекращения военных действий между двумя странами.
В преамбуле резолюции Совет выразил обеспокоенность пограничным конфликтом между Эфиопией и Эритреей и напомнил об обязательстве обеих стран ввести мораторий на угрозу и применение воздушных ударов. Он подчеркнул, что нынешняя ситуация представляет угрозу миру и безопасности.
Совет Безопасности осудил возобновление боевых действий обеими странами и потребовал немедленного прекращения воздушных ударов. Кроме того, он потребовал от обеих стран возобновить дипломатические усилия по мирному урегулированию конфликта и отметил, что Рамочное соглашение, предложенное Организацией африканского единства (ОАЕ), остается основой для урегулирования. Позднее Эритрея приняла это соглашение.
В конце резолюции содержалась просьба к Эритрее и Эфиопии гарантировать безопасность гражданского населения и обеспечить соблюдение прав человека и международного гуманитарного права, а также призыв ко всем странам немедленно прекратить продажу оружия и боеприпасов в обе страны.